# Mia-Pendé
Mia-Pendé est une  commune rurale de la préfecture de Ouham-Pendé, en République centrafricaine. Frontalière du Tchad, elle s’étend au nord de la ville de Paoua.

## Géographie
La commune de Mia-Pendé est située au nord de la préfecture de l’Ouham-Pendé. La plupart des villages sont localisés sur l’axe Boguila – Bemal – Tchad, route nationale RN1 et d’autre part suivant les axes Paoua – Békor (Tchad) et Bémal – Bégone.
| Tchad      | Goré       | Tchad          |
|            | Mia-Pendé  | Nana-Markounda |
| Bah-Bessar | Nana-Barya | Nanga Boguila  |

## Villages
Les villages principaux sont : Bétoko, Bégouladjé 1, Bédoua 1, Bedam, Békaye et Bemal.
La commune compte 42 villages en zone rurale recensés en 2003 : Bebelem 1, Bebelem 2, Bebingui, Bebolo, Bebou, Bebouzawe 2, Beboy 4, Bedaka, Bedam, Bedaya 2, Bediguili, Bedobake, Bedogo 1, Bedogo 2, Bedoro, Bedoua 1, Bedoua 2, Bedoua 3, Begoulandje 1, Begoulandje 2, Beguili, Bekadon, Bekaie, Bekia, Bekoro-Mission, Bekoro-Village, Bemaide, Bemaksara, Bemal, Bembaindi, Bembere, Bembo, Bendouba, Benermain, Bengaotoko, Beogombo 3, Beogombo 4, Bepikasse 1, Betoko 1, Betoko 2, Dito, Yene.

## Éducation
La commune compte 17 écoles publiques à Beboy, Betoko, Bemal, Bepikasse, Bembere, Bekaie, Bedoua 1, Bebelem, Bedinguili, Begouladje 1, Bedoua2, Bembo, Bedaya 2, Bebingui, Bendouba, Bedobake et Bemaide.

## Santé
La commune située dans la région sanitaire n°3 dispose de 5 postes de santé à Bedam, Bébelem, Bémaïdé, Bédaya et Bemal.